# Liste des musées du Yorkshire du Nord
Cette liste des musées du Yorkshire du Nord, en Angleterre contient des musées qui sont définis dans ce contexte comme des institutions (y compris des organismes sans but lucratif, des entités gouvernementales et des entreprises privées) qui recueillent et soignent des objets d'intérêt culturel, artistique, scientifique ou historique. leurs collections ou expositions connexes disponibles pour la consultation publique. Sont également inclus les galeries d'art à but non lucratif et les galeries d'art universitaires. Les musées virtuels ne sont pas inclus.

## Musées
| Nom                                                | Image | Ville/City           | District            | Type              | Résume |
| -------------------------------------------------- | ----- | -------------------- | ------------------- | ----------------- | --- |
| Aldborough Roman Site                              |       | Aldborough           | Harrogate           | Archéologie       | Exploité par l'English Heritage, fort romain et artefacts |
| Bar Convent                                        |       | York                 | York                | Religions         | Couvent catholique du XVIIe siècle qui a été établi et exploité en secret, musée de son histoire |
| Barley Hall                                        |       | York                 | York                | Maison historique | Édifice médiéval datant de 1360, abritant autrefois le Prieuré de Nostell et plus tard, le maire de York, reconstruit à l'identique. |
| Beck Isle Museum                                   |       | Pickering            | Ryedale             | Histoire          | Présentations de boutiques d'époque, bar et salon de l'ère victorienne, galerie des costumes historiques |
| Bedale Museum                                      |       | Bedale               | Hambleton           | Local             | website, histoire locale, outils et articles ménagers et agricoles, situé à Bedale Hall |
| Beningbrough Hall                                  |       | Beningbrough         | Hambleton           | Maison historique | Géré par le National Trust, ancien manoir géorgien avec un intérieur baroque, jardin clos, musée exposant plus de cent œuvres prêtées par la National Portrait Gallery. |
| Bolton Castle                                      |       | Castle Bolton        | Richmondshire       | Maison historique | Forteresse médiévale où Marie d’Écosse a été emprisonné en 1569 après sa défaite à la bataille de Langside (en). |
| Captain Cook & Staithes Heritage Centre            |       | Staithes             | Scarborough         | Biographie        | website, souvenirs et antiquités liées au capitaine James Cook, histoire locale, pêche et mines |
| Captain Cook Birthplace Museum                     |       | Marton               | Middlesbrough       | Biographie        | Histoire et souvenirs de l'explorateur James Cook |
| Captain Cook Memorial Museum                       |       | Whitby               | Scarborough         | Maison historique | Maison du XVIIe siècle où logeait le jeune James Cook en tant qu'apprenti, chambres d'époque, expose sur Cook, ses voyages et son impact |
| Captain Cook Schoolroom Museum                     |       | Great Ayton          | Hambleton           | Education         | website, salle de classe reconstruite du début du XVIIIe siècle, expositions sur la jeunesse de James Cook et sur son éducation, ainsi que sur ses réalisations ultérieures |
| Château Howard                                     |       | Château Howard       | York                | Maison historique | Château anglais du XVIIIe siècle, avec 1 000 acres de jardin paysagé et sa collection de peintures, antiquités, bronzes, meubles et tapisseries. |
| Cleveland Ironstone Mining Museum                  |       | Skinningrove         | Redcar et Cleveland | Mine              | website, également connu sous le nom de musée Tom Leonard Mining, mines de fer , visites de mines, savoir-faire, coutumes et vie des mineurs |
| Courthouse Museum                                  |       | Ripon                | Harrogate           | Police            | website, palais de justice du XIXe siècle, une partie de "Yorkshire Law and Order Museums" |
| Craven Museum & Gallery                            |       | Skipton              | Craven              | Multiple          | website, histoire sociale locale, archéologie, géologie, art |
| Dales Countryside Museum                           |       | Hawes                | Hambleton           | Local             | Histoire locale des Yorkshire Dales, y compris les jours d'école, la vie de famille, les loisirs, la religion, les transports, les communications et le tourisme, l'agriculture, l'artisanat et les industries locales                                                           |
| DIG: an archaeological adventure                   |       | York                 | York                | Archéologie       | Centre de découverte sur la science de l' archéologie et des fouilles dans la région |
| Dorman Museum                                      |       | Linthorpe            | Middlesbrough       | Multiple          | Designer industriel Christopher Dresser locale Linthorpe Pottery, histoire naturelle, histoire locale, poterie et arts décoratifs, objets anciens de l'Égypte et de la Rome. |
| Eden Camp Modern History Theme Museum              |       | Malton               | Ryedale             | Militaire         | Ancien camp de prisonniers de guerre durant la Seconde Guerre mondiale, casernes à thème sur la guerre |
| Fairfax House                                      |       | York                 | York                | Maison historique | Maison de ville géorgienne avec intérieur du XVIIIe siècle restauré |
| Filey Museum                                       |       | Filey                | Scarborough         | Local             | website, local history, histoire locale, culture, pêche, agriculture, expositions d'artisanat d'époque et de salles |
| Fountains Abbey and Studley Royal                  |       | Aldfield             | Harrogate           | Multiple          | Géré par le National Trust, il comprend les ruines du monastère cistercien du XVIIe siècle, Fountains Hall, Studley Royal Park, un moulin à maïs cistercien du XIIe siècle et un jardin aquatique.                                                                               |
| Gayle Mill                                         |       | Gayle                | Richmondshire       | Technologie       | Moulin à coton restauré du XVIIIe siècle et maintenant scierie |
| Goddards House and Garden                          |       | York                 | York                | Historic house    | Géré par le National Trust, ancien domicile de la famille Terry's avec expositions sur la famille et leur entreprise de chocolat |
| Grassington Folk Museum                            |       | Skipton              | Craven              | Histoire          | website, histoire locale, mines de plomb, minéraux, outils, agriculture, costumes d'époque, Yorkshire Dales Railway, articles ménagers |
| Green Howards Regimental Museum                    |       | Richmond             | Richmondshire       | Militaire         | Histoire et souvenirs des Green Howards (Alexandra, Princess of Wales's Own Yorkshire Regiment) |
| Guisborough Museum                                 |       | Guisborough          | Redcar et Cleveland | Local             | information, histoire sociale, agricole et commerciale locale |
| Henry VII Experience at Micklegate Bar             |       | York                 | York                | Maison historique | website, situé dans le Micklegate Bar, la vie du roi d'Angleterre Henri VII, la vie des Tudor à York, l'histoire du Micklegate Bar |
| Holgate Windmill                                   |       | Holgate              | York                | Mill              | Moulin à vent de la fin du XVIIIe siècle en cours de restauration |
| Hovingham Hall                                     |       | Hovingham            | Ryedale             | Maison historique | Maison de campagne de style palladien du XVIIIe siècle, maison d'enfance de Katharine, Duchesse de Kent |
| Jorvik Viking Centre                               |       | York                 | York                | Archéologie       | Vestiges préservés de la ville Viking de Jórvík, colonie reconstruite du Xe siècle avec des acteurs de l'histoire vivante |
| Kiplin Hall                                        |       | Scorton              | Richmondshire       | Maison historique | Maison jacobine du XVIIe siècle, exposition sur George Calvert, 1er Baron Baltimore et sa famille |
| Kirkleatham Museum                                 |       | Kirkleatham          | Redcar et Cleveland | Multiple          | website, histoire locale, art, y compris œuvres du Staithes group, jouets, mines, culture |
| Knaresborough Castle                               |       | Knaresborough        | Harrogate           | Histoire          | Ruines de la forteresse médiévale, Palais de justice, musée d'histoire locale, résidents royaux, exposition sur la vie médiévale, salle d'audience Tudor |
| Kohima Museum                                      |       | Fulford              | York                | Militaire         | website, situé dans la Imphal Barracks consacré à la Bataille de Kohima en Inde en 1944 et aux soldats britanniques et indiens qui s'y sont battus |
| Malton Museum                                      |       | Malton               | Ryedale             | Archéologie       | website, artefacts locaux de l'époque romaine, maison de village reconstruite et artefacts de Wharram Percy, un village médiéval abandonné |
| Mansion House                                      |       | York                 | York                | Maison historique | Première maison de ville géorgienne, domicile officiel du Lord Mayor of York |
| Markenfield Hall                                   |       | Ripon                | Harrogate           | Maison historique | Maison de campagne médiévale du XIVe siècle |
| Mercer Art Gallery                                 |       | Harrogate            | Harrogate           | Art               | website, galerie d'art municipale de la collection d'œuvres d'art du district de Harrogate, qui comprend quelque 2 000 œuvres d'art, principalement des XIXe et XXe siècles |
| Merchant Adventurers' Hall                         |       | York                 | York                | Histoire          | Hall de guilde médiévale, hospice et chapelle avec art, mobilier et mobilier d'époques différentes |
| Middlesbrough Institute of Modern Art              |       | Middlesbrough        | Middlesbrough       | Art               | Galerie d'art contemporain |
| Moulton Hall                                       |       | Moulton              | Richmondshire       | Maison historique | Exploité par le National Trust, manoir du XVIIe siècle, ouvert par anticipation |
| Museum of Victorian Science                        |       | Glaisdale            | Scarborough         | Science           | website, premiers équipements scientifiques et instruments électriques, ouverts sur rendez-vous |
| National Railway Museum                            |       | York                 | York                | Rail              | Histoire du transport ferroviaire en Grande-Bretagne et son impact sur la société, locomotives, matériel roulant, équipements, artefacts et souvenirs |
| Newby Hall                                         |       | Ripon                | Harrogate           | Maison historique | Maison de la fin du XVIIe siècle avec intérieur de Robert Adam, jardins |
| Newham Grange Leisure Farm                         |       | Coulby Newham        | Middlesbrough       | Agriculture       | Parc de ferme et centre de conservation des espèces rares, reconstitutions d'une chirurgie vétérinaire du XIXe siècle et d'une boutique de marchands du début du XXe siècle, histoire de l'agriculture depuis le XVIIe siècle                                                    |
| Nidderdale Museum                                  |       | Pateley Bridge       | Harrogate           | Histoire          | Vie rurale, salles et métiers d'époque, costumes, outils et équipements agricoles, industries locales et véhicules de transport |
| North Yorkshire Moors Railway                      |       | Pickering            | Ryedale             | Rail              | Chemin de fer du patrimoine, expose dans la gare de Pickering |
| North Yorkshire Motor Museum                       |       | Thornton-le-Dale     | Ryedale             | Transport         | website, véhicules utilitaires, automobiles, motos, souvenirs, exploité par Mathewson's North Yorkshire |
| Nunnington Hall                                    |       | Nunnington           | Ryedale             | Maison historique | Exploité par le National Trust, maison de campagne avec salles des XVIIe et XVIIIe siècles, expositions d'art et de photographie |
| Ormesby Hall                                       |       | Ormesby              | Redcar et Cleveland | Maison historique | Exploité par le National Trust, manoir du XVIIIe siècle avec cuisine victorienne et buanderie, jardins, acteurs de l'histoire vivante du week-end |
| Prince of Wales's Own Regiment of Yorkshire Museum |       | York                 | York                | Militaire         | Histoire et artefacts du Prince of Wales's Own Regiment of Yorkshire; situé dans le même bâtiment que le Royal Dragoon Guards Museum |
| Prison & Police Museum                             |       | Ripon                | Harrogate           | Prison            | website, prison du XIXe siècle et poste de police, comprend Cellule de prison, Pilori, Carcan, police box, histoire de la police, uniformes, insignes, une partie des "Yorkshire Law and Order Museums"                                                                          |
| Queen's Own Yorkshire Yeomanry Museum              |       | York                 | York                | Militaire         | information, Histoire et artefacts du Queen's Own Yorkshire Yeomanry, ouverts sur rendez-vous |
| Quilt Museum and Gallery                           |       | York                 | York                | Art               | Histoire de la confection de courtepointes et des arts textiles britanniques |
| Richard III Experience at Monk Bar                 |       | York                 | York                | Prison            | Situé dans le Monk Bar, prison historique avec expositions de Richard III, dernier roi de la dynastie Plantagenêt |
| Richmondshire Museum                               |       | Richmond             | Richmondshire       | Local             | Histoire locale, transports, mines de plomb, pharmacie, magasin d'épicerie et bureau de poste, ensemble de la série télévisée All Creatures Great and Small |
| Robin Hood's Bay and Fylingdales Museum            |       | Robin Hood's Bay     | Scarborough         | Local             | website, histoire locale, contrebande, pêche, expédition |
| Royal Dragoon Guards Museum                        |       | York                 | York                | Militaire         | Histoire et artefacts du régiment |
| Royal Pump Room Museum                             |       | Harrogate            | Harrogate           | Local             | Histoire locale, culture, objets provenant de l’Égypte ancienne, puits de Soufre, patrimoine de la ville thermale, vie de maison victorienne |
| Rotunda Museum                                     |       | Scarborough          | Scarborough         | Histoire naturel  | Fossiles et minéraux jurassiques , géologie |
| Ryedale Folk Museum                                |       | Hutton-le-Hole       | Ryedale             | Open air          | website, bâtiments historiques de différentes époques, métiers et types, galerie d'art |
| Scampston Hall                                     |       | Scampston            | Ryedale             | Maison historique | Maison de campagne de 1690, remodelée à la fin des années 1700, décorée en 1860 et 1910, collection de peintures, de porcelaines et de meubles, connue pour son jardin muré contemporain.                                                                                        |
| Scarborough Art Gallery                            |       | Scarborough          | Scarborough         | Art               | website |
| Scarborough Fair Collection                        |       | Lebberston           | Scarborough         | Amusement         | Orgues mécaniques, machines à vapeur, manèges, voitures anciennes, véhicules miniatures et miniatures |
| Shandy Hall                                        |       | Coxwold              | Hambleton           | Maison historique | Maison d'écrivain et membre du clergé britannique Laurence Sterne, l'auteur du roman Vie et opinions de Tristram Shandy, gentilhomme |
| Skipton Castle                                     |       | Skipton              | Craven              | Maison historique | Château fort médiéval avec six tours de tambour |
| Sutton Park                                        |       | Sutton-on-the-Forest | Hambleton           | Maison historique | Maison de campagne géorgienne du XVIIIe siècle |
| Swaledale Museum                                   |       | Reeth                | Richmondshire       | Local             | Histoire locale, géologie, mines de plomb, métiers, agriculture, culture |
| Thirsk Museum                                      |       | Thirsk               | Hambleton           | Local             | website, histoire locale, culture, cuisine de cottage d'époque du XVIIe siècle, chambre victorienne, salon du début du XXe siècle, étalages de magasin d'époque, archéologie, souvenirs de Criquet                                                                               |
| Tockett's Mill                                     |       | Guisborough          | Redcar et Cleveland | Mill              | website, moulin à maïs à eau restauré et restaurant |
| Treasurer's House                                  |       | York                 | York                | Maison historique | Exploité par le National Trust, il reflète différentes périodes de l'époque romaine à édouardienne: collection de meubles antiques, de céramiques, de textiles et de peintures datant de 300 ans.                                                                                |
| Whitby Abbey                                       |       | Whitby               | Scarborough         | Religions         | Exploité par l'English Heritage, vestiges et artefacts de l'abbaye Bénédictines, centre d'accueil des visiteurs à Cholmley House |
| Whitby Lifeboat Museum                             |       | Whitby               | Scarborough         | Maritime          | website, histoire et artefacts de Canot de sauvetage, maquettes, peintures, médailles, photographies, kit d'embarcation de sauvetage, objets des sauvetages célèbres, des célèbres barreurs Henry Freeman et Tom Langlands                                                       |
| Whitby Museum                                      |       | Whitby               | Scarborough         | Multiple          | Histoire locale, histoire sociale, galerie d’art Pannett, costumes, jet de Whitby, capitaine James Cook et HM Bark Endeavour, industrie de la chasse à la baleine , histoire naturelle, joaillerie,                                                                              |
| Winkies Castle Folk Museum                         |       | Marske-by-the-Sea    | Redcar et Cleveland | Local             | Histoire locale, culture |
| Workhouse Museum                                   |       | Ripon                | Harrogate           | Histoire          | website, XIXe siècle workhouse, une partie des "Yorkshire Law and Order Museums" |
| World of James Herriot                             |       | Thirsk               | Hambleton           | Biographie        | La vie et les œuvres du vétérinaire et auteur James Herriot, maison d'époque des années 1940 avec expositions de sciences vétérinaires |
| York Art Gallery                                   |       | York                 | York                | Art               | La collection comprend des peintures du XIVe siècle aux céramiques contemporaines et du XXe siècle |
| York Castle Museum                                 |       | York                 | York                | Histoire          | Rue victorienne reconstituée avec des boutiques, des salles d'époque comprenant un salon victorien et une salle à manger jacobéenne, des expositions de la vie quotidienne, des souvenirs des années 1960, l'expérience de la Seconde Guerre mondiale , la prison de York Castle |
| York Cold War Bunker                               |       | Holgate              | York                | Militaire         | Un bunker secret de la guerre froide surveillé les explosions nucléaires et les retombées en cas de guerre nucléaire |
| York Minster                                       |       | York                 | York                | Religions         | Cathédrale, tour, centre de conservation des vitraux, expositions d'art et d'histoire de la cathédrale |
| York St. Mary's                                    |       | York                 | York                | Art               | Espace d'art visuel contemporain dans une église médiévale non consacrée, gérée par le York Museums Trust |
| Yorkshire Air Museum                               |       | Elvington            | York                | Aviation          | Avion historique, histoire de la RAF Elvington, véhicules militaires, expositions sur Mitrailleur, RAF Bomber Command |
| Yorkshire Museum                                   |       | York                 | York                | Multiple          | Histoire naturelle, géologie, archéologie et astronomie |
| Yorkshire Museum of Farming                        |       | Murton               | York                | Agriculture       | Équipement agricole, vie rurale, changements dans l'agriculture, petite section du chemin de fer léger de Derwent Valley, animaux vivantsls |
| Zetland Lifeboat Museum and Redcar Heritage Centre |       | Redcar               | Redcar et Cleveland | Maritime          | website, abrite l'embarcation de sauvetage Zetland, expositions sur les sauvetages en sauvetage, réplique de la maison du pêcheur, patrimoine maritime de la région |

## Musées fermés
- Duncombe Park, Helmsley, maison fermée au public en 2011, jardins ouverts
- Whitby Wizard, fermé en 2012